# 이치조정
이치조정(一条町)은 도쿠시마현 이타노군에 있던 정이다. 현재의 요시노가와시, 아와시에 해당한다.

## 역사
- 1889년 10월 1일 - 정촌제 시행에 의해 2촌의 구역으로 이치조촌이 성립하였다.
- 1923년 2월 11일 - 정으로 승격해 이치조정이 되었다.
- 1957년 3월 31일 - 아와군 가키시마촌의 일부와 합병해 이타노군 요시노정이 성립, 동일 이치조정은 폐지되었다.

## 참고문헌
- 角川日本地名大辞典 36 徳島県